# MOL FSRU Challenger
MOL FSRU Challenger – плавуча установка з регазифікації та зберігання зрідженого природного газу (Floating storage and regasification unit, FSRU), споруджена для японської компанії Mitsui O.S.K. Lines (MOL). Станом на початок 2020-х найбільша плавуча установка в світі (за тоннажем та об’ємом резервуарів для ЗПГ).

## Загальна інформація
Судно завершили у 2017-му на південнокорейській верфі  Daewoo Shipbuilding&Marine Engineering у Кодже. 
Розміщена на борту регазифікаційна установка має чотири модулі продуктивністю по 5,1 млн м3 на добу. Втім, загальна регазифікаційна здатність MOL FSRU Challenger зазначається як 15,3 млн м3 (тобто одночасна робота трьох модулів). Зберігання ЗПГ відбувається у резервуарах загальним об’ємом 263000 м3. 
За необхідності, судно може використовуватись як звичайний ЗПГ-танкер та пересуватись до місця призначення зі швидкістю 18 вузлів. Воно обладнане 4 двигунами MAN 9L51/60DF загальною потужністю 25,4 МВт, які можуть споживати як нафтопродукти, так і природний газ.
Судно розраховане на роботу впродовж 20 років без необхідності проходження докового ремонту.

## Служба судна
Ще в 2014 році оголосили про майбутнє надання Mitsui плавучої установки з об’ємом резервуарів у 263 тис м3 французькому енергетичному концерну GDF Suez, який збирався створити в Уругваї термінал для місцевої Gas Sayago. А в 2016-му сама Gas Sayago уклала з Mitsui угоду про 20-річний фрахт FSRU. Втім, у підсумку в Уругваї віддали перевагу гідроенергетиці та іншим відновлюваним джерелам, що призвело до скасування планів по розвитку теплоенергетики, а отже позбавило сенсу спорудження терміналу для імпорту ЗПГ. Як наслідок, невдовзі після завершення, у листопаді 2017-го, MOL FSRU Challenger прибуло до Туреччини, де мало забезпечувати роботу нового терміналу Дортйол допоки сюди не прибуде власна постійна установка.
З лютого 2018-го та до початку квітня 2021-го MOL FSRU Challenger працювало в Дортйолі, після чого полишило його у зв’язку з наближенням установки Ertugrul Gazi. При цьому ще в 2019-му Mitsui уклала угоду на використання MOL FSRU Challenger для терміналу у Гонконзі. Первісно останній планували ввести в експлуатацію у 2021-му, проте поступ проекту відстав від графіку, зокрема, через епідемію COVID-19, тому певний час судно працюватиме як ЗПГ-танкер. Наприкінці квітня 2021-го воно прийняло вантаж зрідженого газу на заводі Сабін-Пасс, при цьому стало найбільшим судном, яке коли-небудь завантажувалось на ЗПГ-заводах США.